# The Mysterious Way
The Mysterious Way è un cortometraggio muto del 1913 diretto da Fred W. Huntley.

## Produzione
Il film fu prodotto dalla Selig Polyscope Company.

## Distribuzione
Distribuito dalla General Film Company, il film - un cortometraggio in una bobina - uscì nelle sale cinematografiche statunitensi il 12 dicembre 1913.